# Ильинский сельсовет (Шатровский район)
Ильи́нский сельсовет — упразднённые административно-территориальная единица и муниципальное образование со статусом сельского поселения в составе Шатровского района Курганской области.
Административный центр — село Ильино.

## История
В соответствии с Законом Курганской области от 6 июля 2004 года № 419 сельсовет наделён статусом сельского поселения.
Законом Курганской области от 20 сентября 2018 года N 94, в состав Шатровского сельсовета были включены все населённые пункты упразднённых Ильинского, Ожогинского, Широковского и Яутлинского сельсоветов.

## Население
| 1989 | 2002  | 2004  | 2010 | 2012 | 2013 | 2014 |
| ---- | ----- | ----- | ---- | ---- | ---- | ---- |
| 1180 | ↘1068 | ↗1132 | ↘838 | ↘803 | ↘772 | ↘730 |
| 2015 | 2016  | 2017  | 2018 | 2019 |      |      |
| ↘713 | ↘673  | ↗678  | ↘675 | ↘644 |      |      |

## Состав сельского поселения
| № | Населённый пункт | Тип населённого пункта       | Население |
| - | ---------------- | ---------------------------- | --------- |
| 1 | Дружинина        | деревня                      | ↘103      |
| 2 | Ильино           | село, административный центр | ↘561      |
| 3 | Саломатова       | деревня                      | ↘174      |